# Johannes Seidlitz
Johannes Seidlitz (ur. 13 czerwca 1990 roku w Dinkelsbühl) – niemiecki kierowca wyścigowy.

## Kariera
Seidlitz rozpoczął karierę w międzynarodowych wyścigach samochodowych w 2007 roku od startów w edycji zimowej Brytyjskiej Formuły Renault oraz Formule BMW ADAC. W Formule BMW z dorobkiem 262 punktów został sklasyfikowany na trzynastej pozycji w klasyfikacji generalnej. W późniejszych latach Niemiec pojawiał się także w stawce Brytyjskiej Formuły Renault 2.0 BARC, FIA GT3 European Championship, Deutsche Tourenwagen Masters oraz ADAC GT Masters.